# 高升 (サッカー選手)
高 升（こう しょう、ガオ・シェン、中国語: 高升、1962年5月10日 - ）は中華人民共和国・遼寧省瀋陽市出身の元サッカー中国代表選手、サッカー指導者。
現在は中国サッカー・スーパーリーグに所属する遼寧足球倶楽部の監督を務めている。

## 選手キャリア
高升は自身のキャリアを地元のサッカークラブであった遼寧足球倶楽部のユースチームで始めた。その後、1983年にトップチームに昇格した。彼はすぐにチーム内で頭角を現し、アジアクラブ選手権1989-90を含む数々の優勝をクラブにもたらした。1991年、高升は沈祥福の招きに応じて来日、日本の富士通サッカー部に入団した。その後4年間プレーした後、1995年に高升は富士通サッカー部でサッカー選手を引退した。

## 監督キャリア
高升は選手引退後富士通サッカー部ユースチームの監督を務めていたが、2011年12月に遼寧省に戻り、かつてのチームメイトであった唐堯東の下、アシスタントコーチとして遼寧足球倶楽部ユースチームの指導にあたった。彼は李樹斌がサッカー中国代表の監督に就任した後2003年1月に遼寧足球倶楽部のアシスタントコーチを務めた。2006年末、高升はアシスタントコーチの職を辞し、再度富士通サッカー部の後継クラブである川崎フロンターレで指導者として仕事をするようになった。彼は岡田武史が中国スーパーリーグに所属する杭州緑城の監督に就任した際、招きに応じて杭州緑城のアシスタントコーチを務めた。2013年11月、岡田武史が杭州緑城の監督を辞任すると、彼もまたアシスタントコーチの職を辞した。2013年11月27日、高升は3年間の契約で遼寧足球倶楽部の新監督に就任した。

## 代表戦での得点
| No | 日時          | 都市   | 会場                 | 対戦相手 | 得点 | 結果 | 大会                   |
| -- | ------------- | ------ | -------------------- | -------- | ---- | ---- | ---------------------- |
| 1. | 1988年6月2日  | 名古屋 | 瑞穂公園陸上競技場   | 日本     | 2–0  | 3–0  | 1988 キリンカップ      |
| 2. | 1988年12月4日 | ドーハ | カタールSCスタジアム | シリア   | 1–0  | 3–0  | AFCアジアカップ1988    |
| 3. | 1990年7月27日 | 北京   | 工人体育場           | 北朝鮮   | 1–0  | 2–0  | ダイナスティカップ1990 |

## プライベート
高升は1990年代に日本人女性と結婚した。彼の息子である高宇洋（こう たかひろ）は2017年よりガンバ大阪に加入した。